# 브라간자 작전
브라간자 작전(Operation Braganza)은 1942년 9월 29일 제2차 세계 대전의 서부 사막 전역에서 진행된 군사 작전이다. 이집트 데이르엘무나시브(Deir el Munassib) 인근에서 일어난 영국 군대와 이탈리아 왕국 군대 간의 전투로서 이탈리아의 185 폴고레 공수사단, 영국의 13군단이 참전했다.
이 전투에서 영국군은 육군 웨스트서리(West Surrey) 연대를 3개 진영으로 나누어 전투를 전개했다. 북부 진영에서는 연대 소속 대대의 1/6, 동부 진영에서는 연대 소속 대대의 1/7, 남부 진영에서는 연대 소속 대대의 1/5이 전투를 벌였다. 이 전투는 소규모 전투에 불과했지만 영국군은 이탈리아 공수사단의 공세에 밀려 고전했고 328명의 사상자를 냈다. 전투에서 패배한 영국군은 제2차 엘 알라메인 전투에서 전열을 재정비했다.